# Elżbieta Suchcicka
Elżbieta Suchcicka (ur. 31 marca 1962 w Lwówku Śląskim) – polska architektka, malarka i rysowniczka.

## Życiorys
Absolwentka Politechniki Wrocławskiej na Wydziale Architektury (1987). Z zawodu architekt – na studiach zapoznała się z malarstwem (tworzy w technikach mieszanych) i rysunkiem, co pozwoliło jej być aktywną również w tych dziedzinach sztuki. Swoje prace prezentowała m.in. w: Lwówku Śląskim, Jeleniej Górze, Bolesławcu, Wrocławiu, Poznaniu (I Biennale Tkaniny Artystycznej), Görlitz, Dreźnie, Brukseli czy w Ennepetal (w ramach Europejskiej Stolicy Kultury Essen 2010). Laureatka I nagrody w konkursie na logo Jeleniej Góry. Jej obrazy znajdują się m.in. w zbiorach Muzeum Historycznego w Görlitz. Współpracowała z Fundacją Współpracy Polsko–Niemieckiej w Saksonii – projekt „Orfeusz” (Drezno, wrzesień 2004) oraz z Biurem „Europejska Stolica Kultury” (Zgorzelec–Görlitz, luty 2010). Współtworzyła również „Europejskie Dni Kultury” (Lwówek Śląski, maj 2005, maj 2007). Od 16 maja 2008 roku jest członkinią Stowarzyszenia Artystycznego „Artyści Dla Powiaru Lwóweckiego”. Mieszka i pracuje w Lwówku Śląskim.

## Nagrody i wyróżnienia[7]
- 1997: Wyróżnienie w międzynarodowym konkursie „Rzeki, brzegi, mosty” (Zgorzelec, Goerlitz)
- 2003: Grand Prix w konkursie na logo miasta Jelenia Góra

## Wystawy indywidualne[7]
- 1989, 1992, 1998, 2002, 2004: Galeria MOK w Jeleniej Górze
- 1993, 1998, 2002, 2004 - Galeria „Klatka” w LOK w Lwówku Śląskim
- 1993: Landratsamt w Görlitz
- 1994: Galeria „Korytarz” w Regionalnym Centrum Kultury w Jeleniej Górze
- 1995: Ev. Bildungswerk Tagungsstatte Kreuzbergbaude w Jauernick
- 1995: Teatr Goerlitz w Niemczech
- 1997: Volkshaus Weisswasser w Niemczech
- 1997: Bildungszentrum Donner & Partner w Görlitz
- 1998, 1999: Piwnica Staromiejska w Zgorzelcu
- 1998, 2002,2004: Galeria MDK w Zgorzelcu
- 2000, 2004: Galeria „Baszta” w Jeleniej Górze
- 2003: Galeria Bolesławieckiego Ośrodka Kultury w Bolesławcu
- 2003, 2005, 2007: Galeria Riedel we Frankenthal (Niemcy)
- 2003: Muzeum Regionalne w Lubaniu
- 2004 (wrzesień): Galeria „K-3” w Görlitz, (z Rolfem Heiderem i Frankiem Heppertem)
- 2006 (styczeń-wrzesień): Muzeum Kraszewskiego w Dreźnie (Niemcy)
- 2006 (wrzesień-listopad): Kultur in Schlesien, Pałac Krobnitz w Niemczech
- 2007 (czerwiec-sierpień): Pałac Neschwitz w Niemczech
- 2008 (maj-lipiec): Galeria „Za miedzą” w Lubomierzu
- 2009 (lipiec): Kontekst sytuacyjny, Biuro Wystaw Artystycznych w Jeleniej Górze
- 2012 (kwiecień): Lodowe obrazy, Muzeum Przyrodnicze w Jeleniej Górze
- 2012 (czerwiec-lipiec): Cooperhuset w Balestrand (Norwegia)
- 2014 (luty-kwiecień): „Mróz” - Galeria MDK, Zgorzelec
- 2014 (wrzesień-listopad): Galeria „Arkadenhoff”, Loebau (Niemcy)
- 2016 (listopad): Rośliny wodne, inny stan skupienia, Ratusz w Lwówku Śląskim
- 2017 (luty-marzec): „Rośliny wodne”, Muzeum Przyrodnicze w Jeleniej Górze

## Ważniejsze wystawy zbiorowe[7]
- 2001: Kunst in Goerlitz – jetzt!, Keisertrutz w Görlitz
- 2004: Ogólnopolski salon plastyki „Egeria” w Ostrowie Wielkopolskim
- 2004: Oberlausitzkunstpreis – wystawa pokonkursowa (Pulsnitz, Drezno)
- 2008: Wokół Jeleniej Góry, Biuro Wystaw Artystycznych w Jeleniej Górze
- 2012–2013: Międzynarodowy Konkurs Rysunku im. Andriollego w Nałęczowie
- 2013: Wystawa pokonkursowa Ogrody na Zamku Książ
- 2017: Wystawa główna I Biennale Tkaniny Artystycznej w Poznaniu
- 2019: Grenzraum knupft Verbindungen - Przestrzeń graniczna tworzy połączenia, Zittau
- 2020: Grenzraum knupft Verbindungen – Przestrzeń graniczna tworzy połączenia, Parlament Europejski (Bruksela)
- 2022: Wege in die Abstraktion, Muzeum Miejskie w Zittau
- 2024: Wege in die Abstraktion w Pulsnitz

## Projekty artystyczne[7]
- 2004: Miłość do potęgi trzeciej – Salon, filia Teatru w Görlitz, Zgorzelec
- 2010: A la Jacquard w Ennepetal (w ramach Europejskiej Stolicy Kultury Essen 2010) i w Görlitz
- 2011: Begegnungen mit Jakob Boehme w Görlitz
- 2015: Wasser gleich... Woda jest... w Zgorzelecu i w Görlitz
- 2016: Wasser gleich... Woda jest... Łagodny przepływ w Akademii Sztuk Pięknych we Wrocławiu| (w ramach Europejskiej Stolicy Kultury Wrocław 2016)
- 2018: Grenzraum knupft Verbindungen – Przestrzeń graniczna tworzy połączenia w ramach międzynarodowego pleneru w Zittau

## Wystawy poplenerowe[7]
- Polska: Jelenia Góra, Lwówek Śląski, Zgorzelec, Lubań, Wrocław
- Niemcy: Niesky, Konigshein, Weisswasser, Görlitz, Zittau, Lobau, Drezno

## Katalog
- 2009: Kontekst sytuacyjny (wyd. BWA, Jelenia Góra)[8]